# Anthaxia laticeps
Anthaxia laticeps es una especie de escarabajo del género Anthaxia, familia Buprestidae. Fue descrita científicamente por Abeille de Perrin en 1900.